# Kappa Leporis
Désignations
Kappa Leporis (κ Leporis / κ Lep) est une étoile binaire situé à environ ∼ 730 a.l. (∼ 224 pc) de la Terre dans la constellation du Lièvre. L'étoile primaire a une magnitude apparente de 4,43 et la secondaire une magnitude de 7,00, la première étant suffisamment brillante pour être visible à l'œil nu.  

## Propriétés
En date de 2021, les deux étoiles était disposées selon une séparation angulaire de 2,00 secondes d'arc et à un angle de position de 358°. Le système s'éloigne du Soleil avec une vitesse radiale de +20,8 km/s.
Le membre le plus lumineux, désigné Kappa Leporis A, est une étoile bleu-blanc de la séquence principale de type spectral B7 V. Elle fait près de cinq fois la masse du Soleil et environ 2,6 fois le rayon du Soleil. L'étoile est environ 1 350 fois plus lumineuse que le Soleil et sa température de surface est de 11 588 K. 
L'étoile affiche un excès d'infrarouge à une longueur d'onde de 12 μm, ce qui en fait un hôte candidat pour un disque de débris circumstellaire. À ce titre, elle est considérée comme une étoile de type Véga.